# Xã Reeve, Quận Franklin, Iowa
Xã Reeve (tiếng Anh: Reeve Township) là một xã thuộc quận Franklin, tiểu bang Iowa, Hoa Kỳ. Năm 2010, dân số của xã này là 262 người.